# 亞太城市高峰會
亞太城市高峰會（Asia Pacific Cities Summit, APCS），係由澳大利亚布里斯本前市長Jim Soorley於1996年所倡議成立，秘書處設於布里斯本市，原則上每兩年舉辦1次會議，分别由澳大利亚和澳大利亚以外的城市轮流举办，迄今已举办了12屆。在中文譯名的方面，APCS在2005年於重庆舉辦的第五届會議翻譯為「亚太城市市长峰会」，而2013年於高雄的第九屆會議則譯為「亞太城市高峰會」。
會議主要宗旨在於提昇亞太地區及其他重要城市的經濟發展並拓展企業與城市間的商界結盟，藉由APCS的國際平台，探討全球各城市與企業的合作關係，帶動城市經濟發展與商貿新契機，加強亞太城市合作聯盟網絡。並且透過政府與非政府組織的合作，提升亞太區域整體競爭優勢。APCS已成為亞太地區重要的政府與商務論壇，針對城市企業發展、投資環境與其經濟效益方面進行深入探討。

## 历次会议
| 屆數     | 年份 | 時間           | 舉辦地                            | 會議主題                           | 會議宣言 |
| -------- | ---- | -------------- | --------------------------------- | ---------------------------------- | --- |
| 第一屆   | 1996 | -              | 澳洲布里斯本                      | -                                  | - |
| 第二屆   | 1999 | 2月28日—3月3日 | 布里斯本                          | -                                  | - |
| 第三屆   | 2001 | 5月6日—8日     | 美国西雅图                        | 創新城市的新科技紀元               | - |
| 第四屆   | 2003 | 10月20日—21日  | 布里斯本                          | 檢視城市未來                       | - |
| 第五屆   | 2005 | 10月11日—14日  | 中国大陆重庆                      | 城市、人與自然                     | 城市政府應為民謀福祉。 |
| 第六屆   | 2007 | 8月31日—9月3日 | 布里斯本                          | 亞太城市的再生                     | - |
| 第七屆   | 2009 | 9月15日—17日   | 仁川                              | 創意城市發展                       | 教育機會將是提升生活品質的重要元素， 並鼓勵青年積極參與城市運作。                                                                                   |
| 第八屆   | 2011 | 7月6日—8日     | 布里斯本                          | 城市之企業                         | 應提升APCS做為亞太地區工商企業、貿易、 創新和創業的平台功能，而城市治理應更有效 運用城市資源與科技，發展智慧型城市、綠色 城市，提供市民宜居的環境。 |
| 第九屆   | 2013 | 9月9日—11日    | 臺灣高雄                          | 城市經濟新創能－城市挑戰，城市行動 | 優化的城市管理系統與城市體系的建構 環境挑戰下的正向規劃 對企業友善以及具吸引力的城市 城市政府與企業建立夥伴關係 文化媒體與創意 下一代的都會領袖     |
| 第十屆   | 2015 | 7月5日—8日     | 布里斯本                          | 企業和領導亞太                     | 亞太地區的城市將與全球的合作伙伴攜手並進， 共同推進普遍的城市解決方案， 以加速其全球定位，整合知識經濟， 推動科技應用，創建管理有序的宜居城市。     |
| 第十一屆 | 2017 | 9月10日—13日   | 大田                              | 為亞太未來的繁榮打造新動力         | - |
| 第十二屆 | 2019 | 7月7日—10日    | 布里斯本                          | 透過商業和創新推動城市發展         | - |
| 特別會   | 2021 | 9月8日—20日    | 布里斯本 · （線上／實體混成會議） | 在機遇與挑戰中重新定義城市         | - |
| 第十三屆 | 2023 | 10月11日—13日  | 布里斯本                          | 為我們的未來塑造城市               | - |

## 第八屆會議
第九屆會議，於2011年7月4日至9日於澳洲布里斯本舉行，本屆高峰會，除市長論壇（Mayors’ Forum）外，並舉行4場同步研討會、 2場經濟論壇、青年領袖論壇。本次峰會計約115位城市代表以及1160組代表團參加。
本屆峰會臺灣有臺北市、桃園市、臺中市及高雄市等地方政府分別組團參加。

## 第九屆會議
第九屆會議，於2013年9月9日至11日於臺灣高雄舉行，此次會議主題為「城市經濟新創能－城市挑戰，城市行動」，前倫敦市長肯·李文斯頓（Ken Livingstone）、HTC董事長／威盛集團董事長王雪紅等人應邀發表專題演講，從亞太地區城市建設、環保、科技等面向，為城市新經濟的實踐提出前瞻思維。本次峰會計約102位城市代表以及2292組代表團參加。會議議程包括主題演講、分組座談、市長論壇、城市合作夥伴展、企業商談媒合會、青年社會企業論壇暨提案競賽等。
本屆峰會臺灣有台北市、桃園市、宜蘭縣、台東縣、臺中市及台南市等地方政府分別組團參加。

## 第十屆會議
第十屆會議，於2015年7月4日至8日於澳洲布里斯本舉行，此次會議主題為「全球城市、數位城市、未來城市及全民城市」，邀請倫敦奧林匹克運動會籌委會主席塞巴斯蒂安·柯伊、騰訊網絡媒體事業群總裁劉勝義及祖克柏媒體創辦人Randi Zuckerberg（Facebook創辦人馬克·祖克柏胞姊）發表專題演講。本次峰會計約135位城市代表以及1303個代表團參加。
會議議程包括主題演講、市長論壇、分組座談、青年領袖論壇，會議主題推動方向主要分為下列四個子項目：

「全球城市(Global Cities)」：強調在全球化的趨勢下，亞太區域內的各城市應該在貿易往來、人才流動與創新研發上加強交流。

「數位城市(Digital Cities)」：面對數位科技的持續發展，城市應該多加利用數位科技來帶動經濟發展、提升政府運作效率、改善基礎建設，以及增加城市間的交流合作。

「未來城市(Future Cities)」：城市的領導者提供清楚而富有動力的發展願景，並與市民、企業與各級政府，乃至於亞太區域間的其他城市共同合作落實推動。由於城市的未來掌握在年輕一代的手中，因此應該給予年輕一代更多的機會與資源，並且將他們的意見與想法，納入城市發展規劃中的一環。

「城市回饋人民(Cities for People)」：主張城市的存在是為了給人民更好的生活，所有的市民都應該可以從城市的發展中獲得助益。
本屆峰會臺灣有臺北市、桃園市、臺中市、嘉義市及高雄市等地方政府分別組團參加。

## 参見
- 布里斯本市
- 高雄市
- 西雅圖市
- 仁川市
- 重庆市

## 外部連結
- 2013亞太城市高峰會官方網站
- 2019亞太城市高峰會官方網站 （页面存档备份，存于）